# Teatrul Polonez din Varșovia
Teatrul Polonez din Varșovia (în poloneză Teatr Polski im. Arnolda Szyfmana w Warszawie) este un teatru din Varșovia, Polonia. Se află la adresa str. Karasia nr. 2. Actualul director artistic este Andrzej Seweryn.
Teatrul a fost înființat la inițiativa Arnold Szyfman⁠(d) și proiectat de Czesław Przybylski. Inaugurat la 29 ianuarie 1913, a avut prima scenă rotativă din Polonia. Prima reprezentație a fost Irydion⁠(d) de Zygmunt Krasiński în regia lui Arnold Szyfman.
Este o întreprindere privată care pune în scenă piese de teatru clasice poloneze și străine, drame contemporane, precum și piese populare.
Teatrul a fost preluat de naziști, iar clădirea a fost deteriorată în timpul celui de-al Doilea Război Mondial. A fost primul teatru naționalizat din Polonia.

## Istorie

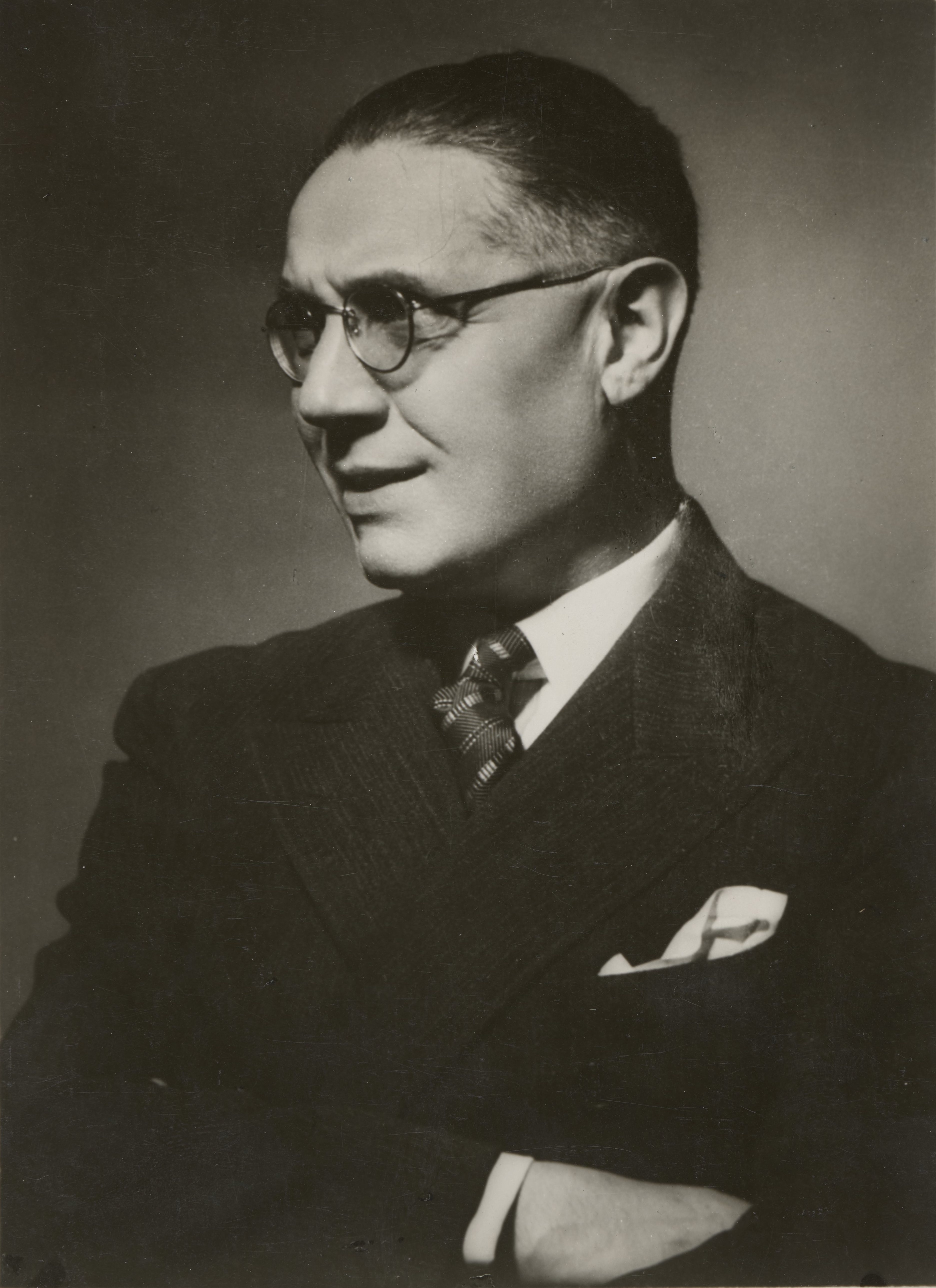
Arnold Szyfman

În 1909, Arnold Szyfman a înaintat inițiativa construirii unui teatru modern la Varșovia, organizat după cele mai moderne modele europene. În acest scop, a fost înființată Societatea pe acțiuni pentru construcția și exploatarea teatrelor din Regatul Poloniei. A fost cumpărat un teren și în aprilie 1912 (prin așezarea pietrei de temelie) a început construcția unei clădiri moderne a teatrului după proiectul lui Czesław Przybylski. Inițial a fost numit după Juliusz Słowacki, iar apoi după Kazimierz Karaś, în prezent (din 29 ianuarie 2013) este numit după Arnold Szyfman.

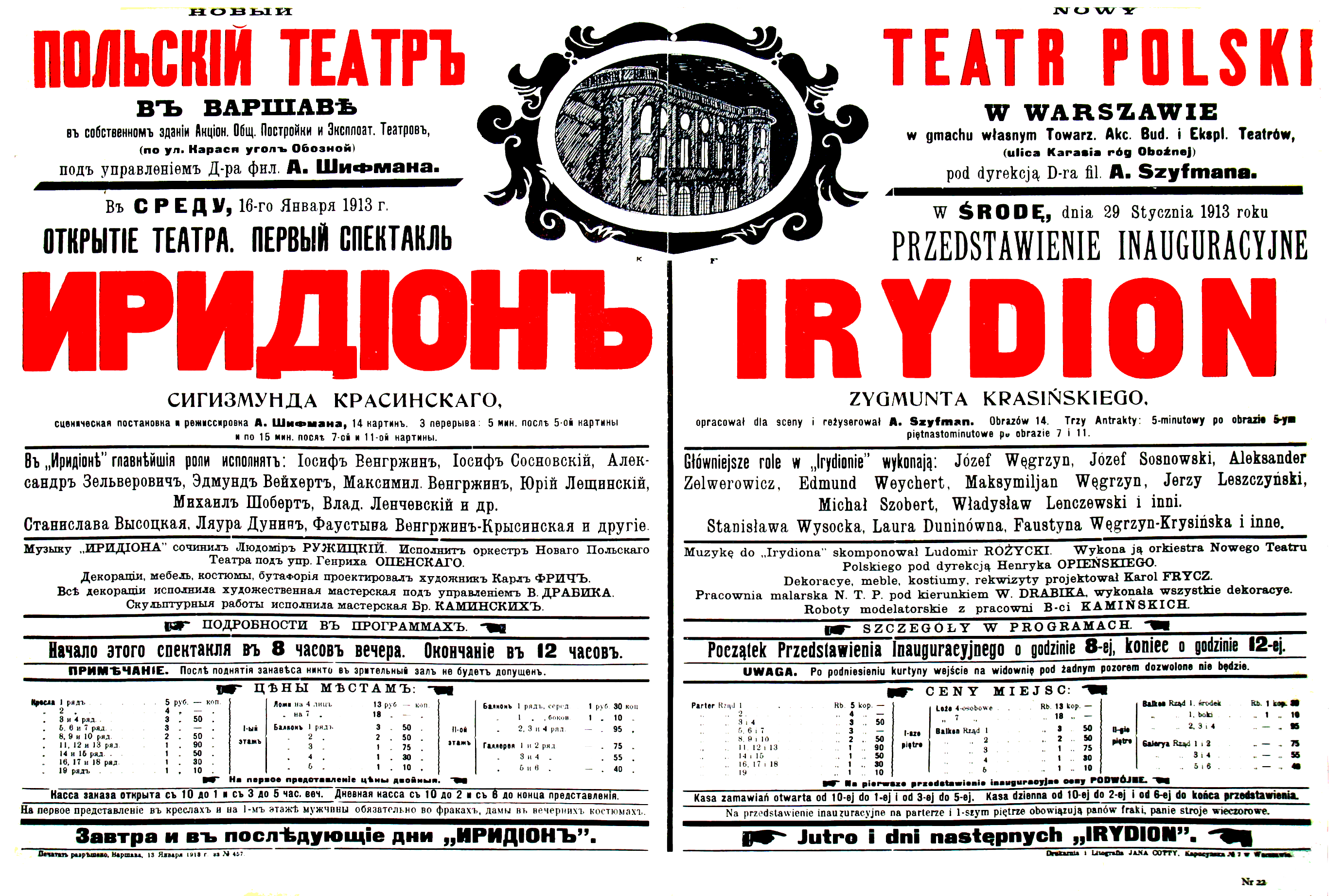
Afiș care anunță (în rusă și poloneză) premiera din 1913 a piesei Irydion de Zygmunt Krasiński la Teatrul Polonez din Varșovia

Prima scenă rotativă din Polonia a fost instalată în acest teatru.
Teatrul a fost deschis după nouă luni de construcție, la 29 ianuarie 1913. Atunci a fost pusă în scenă piesa Irydion a lui Zygmunt Krasiński. Acțiunea dramei are loc în Roma Antică în jurul anului 222 d.Hr. în timpul domniei lui Elagabal. Tema principală a piesei este răzvrătirea grecului Irydion, fiul lui Amfiloch, împotriva romanilor - o aluzie transparentă la tragedia Revoltei poloneze din Noiembrie.
În ciuda dificultăților inițiale, Teatrul Polonez a devenit rapid scena principală din Varșovia în privința spectacolelor monumentale, datorate în primul rând lui Leon Schiller. A pus în scenă piesa lui Adam Mickiewicz Dziady (cu Józef Węgrzyn – Gustaw-Konrad) și pe cea a lui Juliusz Słowacki, Kordian, care s-au bucurat de o mare popularitate în rândul publicului. Arnold Szyfman a construit o echipă formată din multe personalități, printre care: Aleksander Zelwerowicz, Jerzy Leszczyński, Kazimierz Junosa-Stępowski, Józef Węgrzyn și Stefan Jaracz. Printre actrițe s-au numărat, printre altele: soția lui Szyfman – Maria Przybyłko-Potocka. Mulți actori au fost angajați de la teatrele din Cracovia.
Declanșarea Primului Război Mondial a perturbat activitatea teatrului, actorii din Austro-Ungaria fiind evacuați departe în Rusia.
În timpul ocupației germane, la 6 octombrie 1940, teatrul a fost redenumit Theater der Stadt Warschau, iar o săptămână mai târziu a funcționat ca teatrul public al orașului Varșovia, oferind și spectacole pentru polonezi în unele zile ale săptămânii. Au fost interpretate piese din repertoriul clasic, precum și operete și comedii muzicale.
În 1944 clădirea teatrului a fost ușor avariată, dar biblioteca, colecțiile de arhivă și recuzita au ars.
La 17 ianuarie 1946, Teatrul Polonez și-a reluat activitatea normală cu Lilla Weneda (de Juliusz Słowacki) în regia lui Juliusz Osterwa.
Prin rezoluția Consiliului de Stat din 14 noiembrie 1953, pentru realizări remarcabile în domeniul artei teatrale, pentru contribuția valoroasă la cultura poloneză – la aniversarea a 40 de ani de activitate, Teatrul de Stat Polonez din Varșovia a primit Ordinul Steagului Muncii (în poloneză Order Sztandaru Pracy), clasa I.
În perioada postbelică – deja naționalizat – teatrul a fost din nou condus de Arnold Szyfman, precum și de Leon Schiller, Stanisław Balicki, Jerzy Jasieński, Jerzy Kreczmar și Andrzej Krasicki⁠(d). Repertoriul a fost dominat de producții clasice, iar trupa a inclus mulți actori celebri, printre care: Władysław Hańcza⁠(d), Stanisław Jasiukiewicz, Czesław Wołłejko, Ignacy Gogolewski⁠(d) și Nina Andrycz⁠(d).

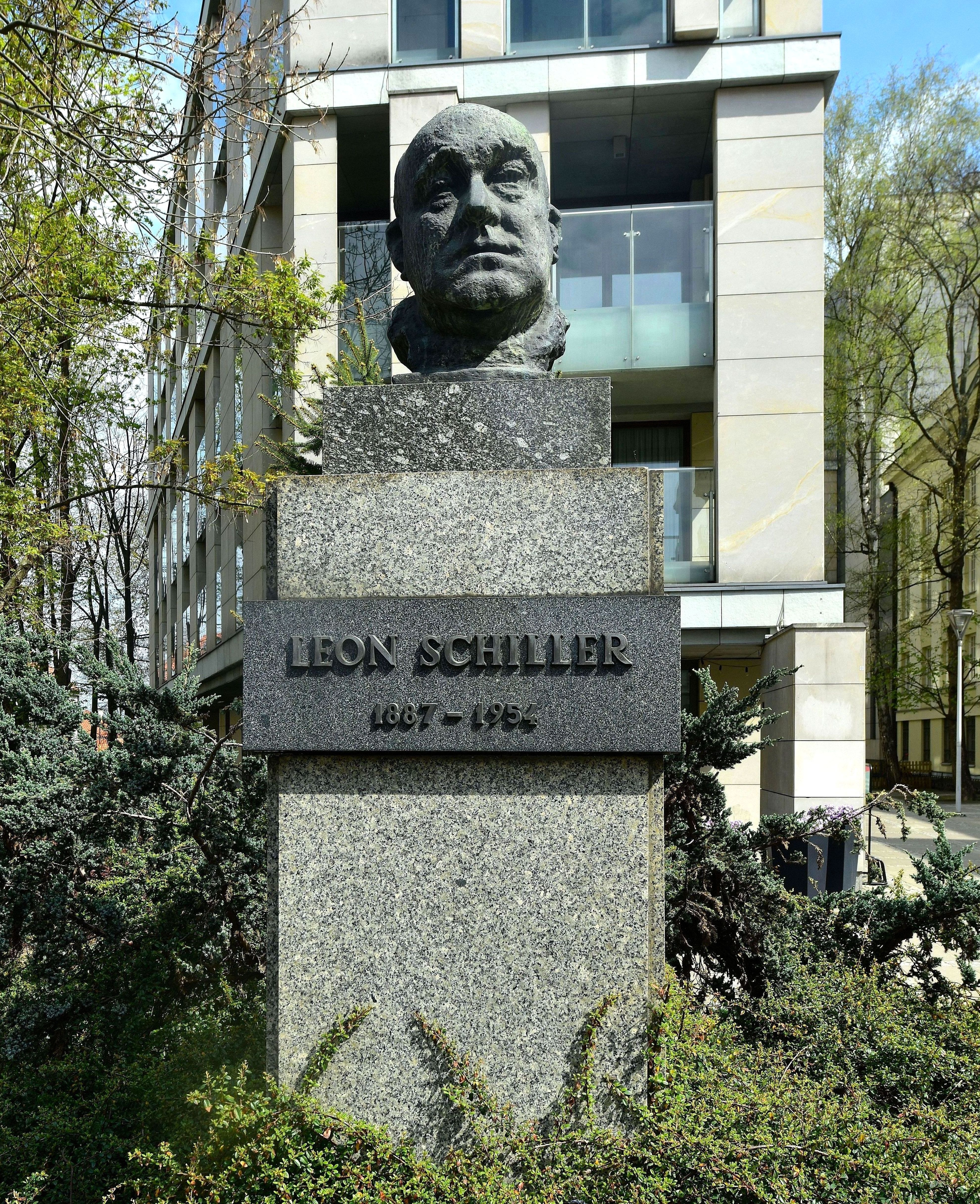
Monumentul lui Leon Schiller

Din 1981, Kazimierz Dejmek⁠(d) a preluat conducerea. Printre artiștii care au lucrat în teatru s-au numărat Barbara Rachwalska⁠(d), Barbara Horawianka⁠(d), Bogdan Baer, Tadeusz Bartosik⁠(d), Lech Ordon⁠(d), Ignacy Machowski⁠(d), Zdzisław Mrożewski⁠(d), Gustaw Holoubek și Stanisław Zaczyk. Tadeusz Łomnicki s-a alăturat echipei. În continuare, repertoriul a fost dominat de piese clasice, printre acestea și Răzbunarea de Aleksander Fredro regizat atât de Dejmek, cât și de Andrzej Łapicki, cu Tadeusz Łomnicki în rolul lui Józef Papkin – piesa s-a bucurat de o mare apreciere. Un alt eveniment a fost premiera piesei contemporane de comedie Vatzlav⁠(d) de Sławomir Mrożek cu Jan Englert în rolul principal.
În noiembrie 1988, lângă clădirea teatrului, a fost dezvelit un monument al lui Leon Schiller. Bustul de bronz al regizorului a fost realizat de Marian Wnuk în 1961.
În 1994, după ce Kazimierz Dejmek a preluat funcția de ministru al Culturii, Andrzej Łapicki a fost numit director artistic al teatrului.
În perioada 1995–2009, directorul general a fost Jerzy Zaleski, care s-a ocupat și de construirea și deschiderea noii Scene de Cameră la 7 noiembrie 2009.
Din 1999 până în iunie 2010, directorul artistic a fost Jarosław Kilian. În teatru, printre altele, s-au pus în scenă piesele: Jocurile cu diavolul de Jan Drda, Visul unei nopți de vară de William Shakespeare, Dom Juan de Molière, Balladyna⁠(d) de Juliusz Słowacki și Gâsca verde de Konstanty Ildefons Gałczyński.

## Actori
- Marta Alaborska
- Piotr Bajtlik⁠(d)
- Maja Barełkowska
- Grażyna Barszczewska
- Adam Biedrzycki
- Tomasz Błasiak
- Tomasz Brzostek
- Izabella Bukowska
- Anna Cieślak⁠(d)
- Piotr Cyrwus
- Wojciech Czerwiński
- Marta Dąbrowska
- Ewa Domańska
- Joanna Halinowska
- Marcin Jędrzejewski
- Paweł Krucz
- Marta Kurzak
- Szymon Kuśmider
- Marcin Kwaśny
- Krzysztof Kwiatkowski
- Dominik Łoś
- Ewa Makomaska
- Andrzej Mastalerz
- Krystian Modzelewski
- Antoni Ostrouch
- Maksymilian Rogacki
- Lidia Sadowa
- Jerzy Schejbal
- Natalia Sikora
- Joanna Trzepiecińska⁠(d)
- Afrodyta Weselak
- Agnieszka Więdłocha